# Łubno (Cząstków)
Łubno – część wsi Cząstków w Polsce, położona w województwie wielkopolskim, w powiecie kolskim, w gminie Kłodawa.
W latach 1925–1969 w granicach Kłodawy.
W latach 1975–1998 Łubno należało administracyjnie do województwa konińskiego.